# Женская сборная СССР по хоккею с мячом
Женская сборная СССР по хоккею с мячом — представляла Советский Союз на международных соревнованиях по хоккею с мячом среди женщин. Выступала от Федерации хоккея с мячом и хоккея на траве СССР. 
Была образована около 1990 года. В чемпионатах мира участия не принимала, выступала только в Кубке мира и турнирах по ринк-бенди (мини-хоккею с мячом).
Есть упоминания о выступлениях против шведской сборной в 1989-1991 годах.

## Прочие достижения
Ринк-бенди:
- Серебряный призёр Кубка мира (1991)
- Бронзовый призёр Кубка мира (1990)

- Чемпион Европы (1991)